# NGC 19
NGC 19 je spirální galaxie vzdálená od nás zhruba 222 milionů světelných let nacházející se v souhvězdí Andromedy.